# Alexander Eduardowitsch Konrad

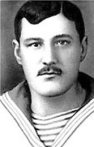
Alexander Eduardowitsch Konrad

Alexander Eduardowitsch Konrad (russisch Александр Эдуардович Конрад; * 1890 in St. Petersburg; † 16. Juli 1940 in Leningrad) war ein russisch-sowjetischer Seemann und Polarforscher.

## Leben
Konrads Eltern waren der Hafner Eduard Janowitsch Konrad und das Dienstmädchen Jelisaweta Iwanowna Konrad. Konrad arbeitete ab dem Alter von 10 Jahren und half zunächst seinem Vater. Ab 1907 war er Matrose und Heizer auf Handelsschiffen und heiratete.
Im Sommer 1912 heuerte Konrad in St. Petersburg auf dem Schoner St. Anna an, dessen Besitzer und Kommandant Georgi Brussilow mit dem Schoner den Nördlichen Seeweg befahren wollte. Im August 1912 verließ der Schoner St. Petersburg, um um Skandinavien herum nach Alexandrowsk am Murman zu fahren. Dort wurde die 24-köpfige Besatzung vervollständigt, nachdem ein Teil das Schiff verlassen hatte, und ein Lebensmittelvorrat für 18 Monate wurde geladen. Im September 1912 begann die Fahrt auf dem Nördlichen Seeweg in östlicher Richtung, aber bereits nach einer Woche blieb das Schiff nach Durchfahren der Karastraße im Eis vor der Westküste der Jamal-Halbinsel stecken. Das Schiff fror ein und begann im Oktober 1912 infolge eines starken Südwinds mit der Eisdrift nach Norden zu driften. Im Sommer 1913 befand sich das Schiff nördlich Nowaja Semljas. Es gelang nicht, einen Kanal durch das Eis zum nächsten Eisloch zu schlagen, so dass eine zweite Überwinterung drohte. Im September 1913 kam es zum Streit zwischen Brussilow und dem Steuermann Walerian Albanow, der sein Amt niederlegte.
Anfang 1914 befand sich das Schiff nördlich des Franz-Josef-Lands. Im April 1914 verließen 13 Besatzungsmitglieder, darunter auch Konrad, mit 7 selbst gebauten Baidarkas auf Schlitten unter der Führung Albanows das Schiff, um zu Fuß über das Eis Land zu erreichen. Sie konnten sich nur unzureichend ernähren. Nach einiger Zeit verließen drei Matrosen aufgrund der Strapazen die Gruppe und kehrten zum Schiff zurück. Ende Juni 1914 erreichte die Gruppe Alexandraland, wo sie eine offene See vorfand. Sie hatte nur noch zwei Baidarkas, sodass sich die Gruppe teilte und die eine Hälfte mit den Baidarkas weiterfuhr, während die andere Hälfte auf Skiern auf Land entlang der Küste weiterzog. Am Kap Nil auf Prinz-Georg-Land kamen sie wieder zusammen, aber am nächsten Treffpunkt wartete die Baidarka-Gruppe vergeblich auf die Ski-Gruppe. Im Juli 1914 erreichten die beiden Baidarkas die Insel Bell, um dann zum Kap Flora der Northbrook-Insel zu fahren, wo in dem verlassenen Stützpunkt der Jackson-Harmsworth-Expedition Vorräte vermutet wurden. Ein starker Nordwind trieb die eine Baidarka aufs Meer hinaus, wo sie verscholl, und nur die Baidarka mit Albanow und Konrad konnte zur Bell-Insel zurückkehren und das Kap Flora erreichen. Konrad fuhr noch einmal ohne den erkrankten Albanow zum letzten Treffpunkt auf Prinz-Georg-Land zurück, um nach der vermissten Ski-Gruppe zu suchen, aber er fand keine Spur. Als im August 1914 die St. Phokas der Sedow-Expedition unter der Führung Nikolai Pinegins zum Kap Flora kam, wurde die Baidarka mit Albanow und Konrad auf dem Meer gesichtet und aufgenommen, sodass Albanow und Konrad als einzige Überlebende der Brussilow-Expedition gerettet waren. Der St. Phokas gelang es dann, die Halbinsel Kola zu erreichen.
Zurück in Petrograd wurde Konrad für seine Arbeit auf der St. Anna entlohnt. Sogleich wurde er zur Kaiserlich Russischen Armee eingezogen und diente bis zum Ende des Ersten Weltkriegs in einem Schützenregiment. Nach der Oktoberrevolution wurde er im Frühjahr 1918 zur Roten Armee eingezogen und nahm an den Kämpfen im Bürgerkrieg teil. 1919–1920 diente er mit Albanow auf dem Eisbrecher Kanada, der vorher F. Lütke hieß. Im Baikal-Kommando der Sibirischen Militär-Flottille kommandierte Konrad ein Kommando.
Nach der Demobilisierung 1923 arbeitete Konrad als Heizer für die Ostsee-Schifffahrtsgesellschaft. 1926 wechselte er als Mechaniker zur Sowjetischen Handelsflotte und fuhr dann auf Schiffen des Murmansker Fischerei-Trusts. Ab 1932 arbeitete er für verschiedene Leningrader Unternehmen. 1939 kehrte er zur Ostsee-Schifffahrtsgesellschaft zurück und war als Maschinist auf dem Baggerschiff Seja an der Überführung von Baggerschiffen von Archangelsk auf dem Nördlichen Seeweg nach Fernost beteiligt, so dass er als Einziger der Brussilow-Expedition den Nördlichen Seeweg durchfuhr. Dann fuhr er regelmäßig auf einem Kohlefrachter von Murmansk nach Spitzbergen.
Infolge der strapaziösen Fahrten verschlechterte sich Konrads Gesundheitszustand immer mehr, sodass er am 27. Mai 1940 in Leningrad beurlaubt wurde. Am 16. Juli 1940 starb er an Pleuritis. Er hinterließ einen Sohn Alexander (1912–1941), der im Deutsch-Sowjetischen Krieg starb, und eine Tochter Tamara (* 1923). Konrads Frau starb im blockierten Leningrad.
Der Polarforscher Walentin Akkuratow hatte 1938 Konrad getroffen und seine Erinnerungen an das Gespräch 1978 veröffentlicht.
Konrad hatte auf Drängen Jerminija Alexandrowna Schdankos (Nichte des Hydrographen Michail Schdanko), die als Krankenschwester auf der St. Anna mitgefahren war, ein Tagebuch geführt, das im St. Petersburger Arktis- und Antarktismuseum aufbewahrt wird. Es wurde nach dem Tod Konrads als Anhang des Buchs Albanows veröffentlicht.
Nach Konrad wurde ein Kap der Mabel-Insel des Franz-Josef-Lands benannt.